# Mochonna
Mochonna ist der Name mehrerer christlicher Heiliger. 

## St. Mochonna von Inis Pádraig
St. Mochonna (auch Mochonne, Doconna, Dachonna oder Connan) von Inis Pádraig (St. Patrick’s Island) war im 6. Jahrhundert ein Schüler von St. Columcille und wurde später Bischof. Er residierte auf Inis Phádraig, einer Insel unweit von Skerries und wurde vielleicht auch hier bestattet. Sein Schrein war kostbar ausgestattet. Die Dänen plünderten die Insel im 8. Jahrhundert (793, 794, 797 oder 798), verbrannten das Kloster und stahlen den Schrein. Die Reliquien des Heiligen gingen so verloren. Sein Festtag ist der 13. Januar. Ihm war eine Kirche in Monkstown geweiht.

## Andere Heilige namens Mochonna
- Ein anderer St. Mochonna hatte nach der Märtyrologie von Tallagh und der Märtyrologie von Donegal den 7. Juni als Festtag.[3] Er wird in Verbindung mit St. Kevin von Glendalough erwähnt.[4]
- Ein dritter Mochonna, auch Macharius oder Mauricius, wird in Schottland am 12. November gefeiert.[5]